# Bernareggio
Bernareggio là một đô thị ở tỉnh Monza và Brianza thuộc vùng Lombardia của Italia, khoảng 25 km về phía đông bắc của Milano. Đến thời điểm 31 tháng 12 năm 2004, dân số đô thị này là 8.997 người, diện tích là 5,9 km².
Bernareggio giáp các đô thị: Ronco Briantino, Verderio Inferiore, Carnate, Aicurzio, Sulbiate, Vimercate.